# Година Бика (роман)
«Година Бика́» — соціально-філософський науково-фантастичний роман Івана Антоновича Єфремова про подорож людей майбутнього, уродженців комуністичної Землі, на планету Торманс, куди раніше втекла із Землі частина капіталістів. Написаний в 1968 році та вперше опублікований в журналі «Техника-молодежи» 1968 року. Назва походить від китайського вислову «Земля народжена в годину Бика», тобто о другій ночі, в найтемніший час.
Українською роман було перекладено Василем Іванином у 1990 році.

## Головні персонажі
Екіпаж зорельота «Темне полум'я»
- Начальниця експедиції, історик Фай Родіс
- Командир зорельота, інженер анігіляційних установок Гріфіт Ріфт
- Астронавігатор-І Вір Норін
- Астронавігатор-ІІ Мента Кор
- Інженер-пілот Дів Сімбел
- Інженер броньового захисту Ген Атал
- Інженер біологічного захисту Нея Холлі
- Інженер обчислювальних установок Соль Саїн
- Інженер зв'язку і зйомок Олла Дез
- Лікар зоряного флоту Евіза Танет
- Біолог Тівіса Хенака
- Соціолог-лінгвіст Чеді Даан
- Астрофізик і планетолог Тор Лік

Персонажі планети Торманс
- Голова Ради Чотирьох, Володар планети Чайо Чагас
- Його заступники Ген Ші, Зет Уг, Ка Луф
- Дружина Чойо Чагаса Янтре Яхах
- Коханка Чагаса Ер Во-Біа
- Інженер інформації Хонтелло Толло Фраель (Таель)
- Начальник «лілових» Ян Гао-Юар (Янгар)
- Дівчина Торманса Сю Аа-Те (Сю-Те)
- Ватажок «кжи» Гзер Бу-Ям

## Світ роману

### Комуністичне людство
Суспільство землян у романі подається як утопічне і найбільш досконале з можливих. Однак, його формування тривало близько двох тисяч років, супроводжуючись природними і соціальними катастрофами. У зв'язку з цим люди послуговуються специфічним літочисленням, поділеним на ери, відповідно до своїх минулих лих або звершень. Земляни далекого майбутнього не мають централізованої влади, думки людства, висловлені голосуванням, аналізуються спеціальними машинами та виносяться на розгляд радам найбільш компетентних осіб. Кожне велике питання відкрито вивчається мільйонами вчених у тисячах наукових інститутів. Результати доводяться до загального відома. Дрібні питання і рішення ухвалюються відповідними інститутами, навіть окремими людьми. При потребі, в надзвичайних обставинах, керівництво людством бере за своєю компетенцією одна з Рад. Наприклад, Економіки, Здоров'я, Честі, Права, Зореплавання. Загалом організація людства подібна на рефлекторну дугу.
Відомо, що земляни заселили й інші планети та навіть встигли змінитися під дією тамтешніх умов. До прикладу, жителі Ахернару набули бузкового кольору шкіри. Люди майбутнього фізично сильні, гарні, та перевершують цим сучасних. Земну цивілізацію з її колоніями та іншими пов'язує «Велике Кільце» — система обміну інформацією через періодичне спрямоване випромінювання від планети до планети. Мова людства єдина і має загальне лінійне письмо. Люди не приймають вбивства інших людей і володіють нелетальними засобами оборони, як ультразвукові бар'єри. Народжуваність контролюється самодисципліною і відповідальним ставленням до продовження роду, самовільним придушенням тваринних інстинктів розмноження.
На час подій роману відомі технології «прямого променю», який дозволяє здійснювати стрибки крізь сотні світлових років завдяки анізотропії простору. Але точка прибуття не відома точно і на неї впливають багато факторів. «Прямий промінь» відкрив реальність таких явищ як телепатія, телекінез, ясновидіння, які люди намагаються освоїти.

### Людство Тормансу
Торманс — старіша за Землю планета. Період її обертання складає 22 земні години, а рік в чотири рази коротший. Клімат рівномірний, а екватор Тормансу стоїть майже перпендикулярно до площини орбіти. Планета майже наполовину покрита океанами, а материки розташовані ближче до полюсів двома «вінцями». Міста Тормансу, оточені гаями, зосереджені поблизу берегів екваторіального океану. Решту просторів займають степи і чагарники.
Внаслідок слідуванню ідеалам стародавньої Землі та при цьому відразі до лих, які спонукали покинути планету, на Тормансі склалося особливе суспільство. Початково колоністи активно винищували дику природу Тормансу і використовували природні ресурси, не турбуючись про наслідки. За сотні років це призвело до збідніння біосфери та повторення екологічних катастроф, які відбувалися на Землі. На час події роману населення Тормансу значно скоротилося і сконцентроване в містах, де тривалість життя штучно обмежується. Писемність Тормансу складається з ідеограм, проте існує спрощений набір знаків, якими послуговуються у повсякденному житті. Мова є поєднанням англійської з мовами Східної Азії. Існує чіткий поділ за одягом, відповідно до соціальних груп. Людство поділене на короткожителів кжи та довгожителів джи, належність до яких визначається тестуванням у дитинстві. Серед тормансіан культивується презирство до взаємодопомоги, будь-яке нещастя чи невдача викликають лише насмішки, а катастрофи сприймаються як привабливі видовища.
Кжи не отримують освіти і призначені для виконання простих робіт. Всі вони зобов'язані помирати у віці 25-и років у Храмі Ніжної Смерті. Медіа пропагують серед них ранню смерть як благо, завдяки якому люди не знають тягощів старості та «страждань досвіду життя». Для кжи існують численні розваги, які зводяться до захоплення «зірками» спорту чи естради, яким дозволяється перетинати рубіж у 25 років. Таким чином, більшість кжи не потребують медичного обслуговування або пенсійного забезпечення, будучи легко поповнюваною і піддатливою до маніпуляцій робочою силою.
Джи, навпаки, в більшості працюють розумово. Це вчені, техніки, митці. В суспільстві Тормансу існує і штучно підтримується взаємна зневага і ненависть між кжи та джи. Керівництво суспільством здійснюється «змієносцями», котрі мають максимально можливі матеріальні блага. Та і над ними є керівний орган.
Влада Ради Чотирьох вимагає і від кжи і від джи зі «змієносцями» буквального дотримання даних їм інструкцій. Широко використовуються методики управління психікою людей, спрямовані на виявлення інакодумства, нав'язування страху перед відповідальністю.
У результаті значного скорочення населення, значні області планети виявилися занедбаними. У занедбаних містах живуть банди, вигнанці, «зневажники двох благ» — довгого життя і легкої смерті. Проти них триває безуспішна через брак ресурсів боротьба.

## Сюжет
На Землі, в далекому комуністичному майбутньому Ери Рук, що Зустрілись, у школі вивчаються закономірності розвитку суспільства. За теорією, суспільство в своєму розвитку має перейти на вищу, комуністичну фазу, або загинути через війни і знищення довкілля. Учні зауважують, що на планеті Торманс людство не зробилось комуністичним, проте досягнуло високого рівня розвитку. Учитель пропонує обговорити це питання на окремому занятті, яке відбувається після відвідування пам'ятника учасникам експедиції на Торманс 130 років тому на плоскогір'ї Реват в Індії. Учні переглядають матеріали експедиції і дізнаються як земляни стикнулися з цивілізацією Тормансу.
Наприкінці Ери Розділеного Суспільства (що приблизно відповідає часу написання роману) настав час розчарування в релігійній моралі та одним з письменників було описано фантастичну подорож на планету Торманс, де відбувалася спокута людьми гріхів. Коли в сузір'ї Рисі через багато віків було відкрито планету навколо червоного карлика, населену втікачами із Землі, її було названо Тормансом як символ тяжкого життя тамтешньої цивілізації. Група землян, які не приймали перебудови капіталістичного суспільства на комуністичне, і перед страхом ядерної війни, на трьох зорельотах покинули свою планету в надії знайти іншу і там продовжити звичне їм життя. Потрапивши в так званий нуль-простір, ці кораблі незаплановано перетнули великі простори галактики, перенісшись до землеподібного світу, названого землянами майбутнього Тормансом.
Космічний корабель «Темне полум'я», вирушає до Тормансу дослідити утворене там за 2000 років суспільство. Експедиція, очолювана істориком Фай Родіс і командиром зорельоту Гріфом Ріфтом виявляє, що спочатку це була планета, багата природними ресурсами, але тепер спустошена. Люди живуть у гігантських містах, розмовляють однією мовою та поділені на рядових робітників короткожителів і еліту довгожителів. Належність до цих двох груп визначається тестуванням і між ними підтримується взаємна ненависть та навіть різні діалекти. Править планетою Рада Чотирьох з Ген Ші, Зет Уга, Ка Луфа і Глави Чойо Чагаса. Чинною назвою планети при цьому є встановлена Чагасом Ян-Ях.
Перехопивши телепередачі Тормансу і просканувавши планету, екіпаж «Темного полум'я» складає уявлення про населення. Виявивши прибульців на орбіті, Чайо Чагас звертається до всіх людей Тормансу з оголошенням про прибуття з космосу ворогів. Земляни втручаються в передачу, транслюючи власне звернення, де переконують в мирності своєї експедиції. Переговори з Радою Чотирьох переходять в обмін інформацією, але правителі Тормансу виступають проти подальших контактів з комуністичним суспільством, яке чуже і незрозуміле для них. Серед землян наростають суперечки, частина вважає, що цивілізація Тормансу надто віддалилася і їм не слід нав'язувати свій світогляд. Врешті Рада Чотирьох дозволяє взяти проби і висадитися на планеті. Однак, при посадці «Темне полум'я» зазнає ракетної атаки, яку витримує. Екіпаж воліє вдати, що вони цього не помітили.
Землян запрошують в Сади Цоам — житло еліти. Там вони виявляють, що предки тормансіан взяли із собою спогади про найгірше, що було на Землі — катаклізми, хвороби, війни, наслідки нераціонального використання природи. Внаслідок цього Земля поставала для них місцем страждань, а реальність Тормансу, якою б вона не була, виглядала Раєм. Люди з «Темного полум'я» згодом розкривають, що на Тормансі зрідка отримують інформацію Великого Кільця, яким користуються інші, комуністичні, суспільства, але тільки правляча верхівка має уявлення про те, яким є насправді Всесвіт. Нижчі ранги сприймають лише дані вищими відомості і виконують їхні накази. Інженер Таель просить більше познайомити тормансіан із земним життям і організовує показ відеозаписів для групи короткожителів. Пересвідчившись у перевазі комуністичного суспільства, він хоче побудувати таке ж на Тормансі з допомогою земної зброї. Земляни відмовляють, оскільки їхнє суспільство було побудоване в ході закономірного і тривалого розвитку, а не революції.
Евіза Танет і Вір Норін йдуть спілкуватися з медиками і вченими, Чеді Даан — з пролетарями, Фай Родіс залишається в урядовій резиденції як заручниця, Тівіса Хенако, Ген Атал і Тор Лік вирушають в пустелі, бачачи порушення ексосистеми, спричинені ще в давнину під час перенаселення Тормансу. В руїнах давнього міста їх схоплюють бандити, котрі не приймають ні короткого життя, ні подовженого, і ненавидять міський уклад. Інфразвуковий захист землян обрушує храм, який ховає під уламками Тівісу Хенаку, Ген Атала, Тор Ліка і нападників. Чеді отримує поранення, Евіза забирає її на корабель. Решта вирішують зруйнувати тоталітарний лад Тормансу, щоб виправити становище і не допустити аби загибель колег стала марною.
Звернення до правителів мало що дає. Вони вважають, що земляни користуються тими ж засобами маніпуляції, що й вони, і хочуть правити Тормансом. Чойо Чагас наполягає, що швидкий оборот поколінь короткожителів забезпечує стабільність суспільства і ніякої кінцевої цілі в існуванні тормансіан, яку можна через це втратити, немає. Фай Родіс і Вір Норін лишаються на планеті змінити її суспільство, але Фай гине при спробі взяти її в полон. «Темне полум'я» відлітає та в ході виснажливої подорожі повертається на Землю.
Проте жителі Тормансу, тепер знаючи про інше життя, відновлюють довіру і взаємодопомогу між собою. Як з'ясовується через 130 років, землянам було встановлено пам'ятник і життя на Тормансі, тепер Тор-Мі-Осс, покращало.
Учитель завершує заняття, сказавши, що до Тормансу відправлено іншу експедицію і скоро люди тієї планети прибудуть на Землю.

## Історія написання
«Година Бика» став третім твором Івана Єфремова про далеке майбутнє, після «Туманності Андромеди» та «Серця Змії». Автор планував створити історичну повість і популярну книгу з палеонтології, однак ця ідея з часом трансформувалася в опис майбутнього комуністичного суспільства. Написання роману тривало 3 роки, з 1965 по 1968, але попередні ідеї існували від початку 1960-х. Сам Іван Єфремов згадував, що його правилом було сідати за письмовий стіл тільки тоді, коли ідея твору вже складена в голові. Він збирав до окремої папки записані на папері короткі описи подій, на основі яких складав чіткий план. В його рамках лінії окремих героїв фабульно могли змінюватися, але сюжетно герої вже були визначені і сідаючи писати сам роман, Єфремов вже уявляв чим він закінчиться.
Роман «Година Бика» виник як відповідь на тенденцію радянської і західної фантастики розглядати майбутнє у двох крайнощах. Першій — крізь призму так званих романів-попереджень, що зображали можливі небезпеки і катастрофи прийдешнього. Другій — де щасливе майбутнє настало нібито саме собою, а люди майбутнього наділені тими ж недоліками, що і сучасні люди (автор побіжно згадував, що мав на увазі праці братів Стругацьких). Єфремов вважав, що обидва ці полюси уявлень про прийдешнє змикаються в єдності ігнорування марксистсько-діалектичного розгляду історичних процесів і відсутності віри в силу людини. «Мені хотілося в художній формі провести марксистську думку про те, що людина перейшла на інший щабель чисто біологічного розвитку, біологічної боротьби, що в ній головне тепер — її соціальні, суспільні погляди» — писав він.
Як висловився автор в окремому розділі, присвяченому створенню роману, західна фантастика спирається на вчення Зигмунда Фрейда. В творах фантастів виходить пропаганда ідей про неминучу перемогу тваринних інстинктів людини над всім соціальним, розумним і прогресивним. Звідси заперечення можливості побудови комуністичного суспільства, «передбачення» одвічної боротьби або гризні між людьми, які загрузли в звіриних, егоїстичних, статевих інстинктах. Радянські літератори, не знайомі достатньо з фрейдизмом, поставали беззбройними, піддаючись впливу фантастики Заходу, наплив якої в СРСР відбувся з 1950-х років.
Тому в «Годині Бика» письменник описав, що комунізм неможливий без глибокого пізнання природи і надзвичайної дисциплінованості з відповідальністю за кожну дію. Він вигадав як протиставлення Землі майбутнього планету, на яку переселилася група землян, котрі повторюють колонізацію Заходу Америки, але з вищими технологіями. Неймовірно прискорене зростання населення і капіталістичне господарювання призвели там до виснаження планети і масової смертності від голоду і хвороб. Державний лад на планеті, природно, став олігархічним. Щоб побудувати модель подібної держави, Єфремов продовжив у майбутнє тенденції «гангстерського фашистського монополізму», які на його думку саме зароджувалися в Америці і деяких інших країнах у прагненні зберегти «свободу» приватного підприємництва на густій націоналістичній основі.
Початкова думка про контраст між комуністичним і виродженим капіталістичним суспільством поступово ставала більш деталізованою. Єфремов вирішив збагатити «Годину Бика» описом актуальних подій реальності. На початку 1960-х він побував у Китаї. «Вже тоді мені впали в око націоналістичні тенденції, які отримали розвиток зараз. Обожнювання «великого керманича», бажання тримати народ в невігластві, в незнанні того, що відбувається в світі, і лише змушувати тупо заучувати цитати з «праць» «глави», ставлення до народу як до «чистого аркушу паперу», на якому можна все, що завгодно, «написати», — це, зрозуміло, не могло не відбитися на задумі роману». Додатково він зобразив контраст у сприйнятті комуністів і капіталістів одне одними: «Мені доводилося спостерігати, як сприймали наших людей за кордоном і як ми сприймаємо інших іноземців. Ми люди вищої формації, соціалістичної. Ми відмовилися від багатьох старих звичок. Тому іноземцям ми здаємося іноді незрозумілими, чудними. А іноземці здаються нам часом просто диваками. Нас розділяють якихось п'ятдесят років. А героїв мого роману відокремлюють від сучасної людини багато і багато століть існування загального комуністичного суспільства».
Окрему увагу було приділено питанням сексу та еротики майбутнього. Єфремов згадував, що був знайомий з кінематографом Заходу, де відбувається експлуатація теми сексу. Він виступав як проти опису майбутнього, де сім'я відмирає і практикується «вільне кохання» у безладних статевих стосунках, так і заміни природного кохання «одними лиш зітханнями». «Наприклад, мені цілком ясно, що абсолютно голе жіноче тіло — прекрасне, досконале — виглядає куди більш скромно, ніж кокетливо прикрите в певних місцях» — відповідав автор на питання щодо його опису сексуальності наших далеких нащадків.
Перша публікація роману відбулася в журналі «Техника-молодежи» № 10 1968 року, де містився початок роману. В № 7 1969 вийшло завершення. Після цього журнал «Молодая гвардия» у номерах 1-4 1969 року з ілюстраціями Ігоря Бліоха видав «Годину Бика» вдруге. Окреме видання вийшло 1970 року. Іншою мовою роман вперше було перекладено і видано в 1973 — чеською.

## Адаптації
У документальному фільмі «Откровення Івана Єфремова» (рос. Откровение Ивана Ефремова) 1990 року містилася постановка фрагменту роману з діалогом між Радою Чотирьох і землянами. У фільмі також проводилася паралель між Тормансом і сталінським режимом.